# 俵屋
株式会社俵屋（たわらや）は、石川県金沢市にある水飴専門の和菓子メーカーである。森八や不室屋などと並び、金沢市の老舗として知られる。また、金沢で一番古い飴屋でもある。

## 概要
1830年（天保元年）創業。創業者の初代次右衛門が作った水飴「じろあめ」を製造・販売している。創業当時、子供を抱えながらも母乳が出ず困っていた母親たちを見て、次右衛門が作り出したと言われている。本社所在地は創業当時のままで、直営支店が金沢市内（一部市外）を中心に5店舗構えている。近年では、じろあめを凝固したおこしあめや、通常の固形飴も製造・販売している。
1985年（昭和60年）4月11日、金沢市指定保存建造物に指定された。

## 沿革
- 1830年（天保元年） - 金沢市小橋町にて創業、じろあめを作る。
- 1985年（昭和60年）4月11日 - 金沢市指定保存建造物に指定された。

## 店舗一覧
- 本社
  - 本店
- 百番街店
- 大和香林坊店
- 金沢エムザ店
- 石川県観光物産館店
- 小松空港店